# استاری کیچکینیاش
استاری کیچکینیاش (انگلیسی: Stary Kichkinyash) یک شهرک در شهرستان شارانسکی استان باشقیرستان کشور روسیه است.